# Guido Van Sweevelt
Guido Van Sweevelt, né le 15 avril 1949 à Mortsel, est un coureur cycliste belge. Professionnel de 1972 à 1982, il a notamment remporté les Trois Jours de La Panne en 1978.
Son beau-frère Christian De Buysschere et son neveu Jurgen De Buysschere ont également été cyclistes professionnels.

## Palmarès
- 1969
  -  Champion de Belgique sur route militaires
- 1971
  - Zuidkempense Pijl
  - 13e étape de la Course de la Paix
- 1972
  - 2e de la Flèche des polders
- 1973
  - 5ea étape du Tour de Belgique
  - 2e du Circuit Mandel-Lys-Escaut
  - 3e du Circuit Escaut-Durme
- 1975
  - Grand Prix de Saint-Tropez
  - Tour du Limbourg
  - 5eb étape du Tour de Belgique
  - Grand Prix Betekom
  - Prologue du Tour de Luxembourg (contre-la-montre par équipes)
  - 9e de Paris-Roubaix
- 1976
  - GP Lede
  - Hyon-Mons
  - 1reb étape du Tour des Pays-Bas
  - 3e du Grand Prix de Saint-Tropez
  - 3e du Grand Prix Pino Cerami
  - 3e de Bruxelles-Biévène
- 1977
  - 2e du Tour de Belgique
  - 3e des Trois Jours de La Panne
- 1978
  - Classement général des Trois Jours de La Panne
  - 3eb étape de l'Étoile des Espoirs (contre-la-montre par équipes)
  - 3e de l'Étoile de Bessèges
  - 3e de À travers la Belgique
  - 3e du Circuit de la vallée de la Lys
  - 3e du Grand Prix Betekom
  - 7e de Paris-Roubaix
- 1979
  - Tour du Limbourg
  - 1re étape du Tour de Belgique (contre-la-montre par équipes)
  - 3e du Circuit de Belgique centrale
  - 3e du Grand Prix du 1er mai
- 1980
  - 2e étape des Quatre Jours de Dunkerque
  - 2e de À travers la Belgique
  - 3e de la Flèche halloise
  - 3e du Grand Prix de la ville de Zottegem
  - 3e du Championnat des Flandres
- 1981
  - Circuit de Brecht
  - 3e de la Flèche de Liedekerke
  - 3e du Prix de Saint-Amands
- 1982
  - 2e du Grand Prix de la ville de Vilvorde
  - 2e du Grand Prix Raymond Impanis
  - 3e de la Coupe Sels
  - 3e de la Ruddervoorde Koerse
  - 3e du Grand Prix de Hannut

## Résultats sur les grands tours

### Tour d'Italie
1 participation
- 1978 : non-partant (17e étape)

### Tour d'Espagne
1 participation
- 1972 : abandon (12e étape)